# 7,5cm KwK 40

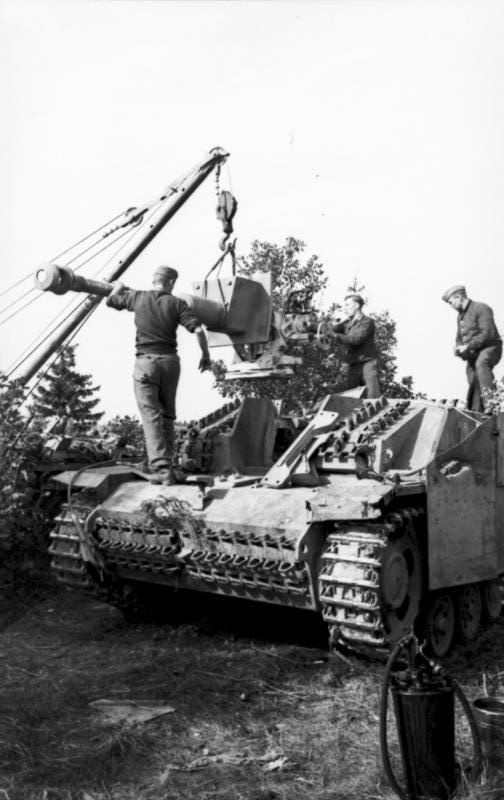
Demontáž 7,5cm kanónu z útočného děla Sturmgeschütz III během ruského tažení.

7,5cm KwK 40 či StuK 40 (7,5cm Kampfwagenkanone 40, tj. 7,5cm kanón bojového vozidla 40) byl německý kanón ráže 7,5 cm z druhé světové války. Býval zpravidla namontovaný na německém středním tanku Panzer IV (počínaje verzí Pz IV F2) nebo na útočném děle StuG III. U děla StuG III byl součástí první opravdu přezbrojené verze StuG III Ausf. F z roku 1942. Při nasazení na útočné dělo se kanón nazýval Sturmkanone 40 (StuK 40, tj. Útočné dělo 40). Předchůdcem KwK40 a StuK40 bylo protitankové dělo 7,5cm Pak 40. Oproti Pak 40 používaly kanóny KwK40 a StuK40 kratší munici, což umožňovalo snadnější skladování. Spolu s protitankovým PaK 40 patřil KwK 40 k nejpoužívanějším protitankovým zbraním německého Wehrmachtu.